# Hyla annectans
Hyla annectans är en groddjursart som först beskrevs av Jerdon 1870.  Hyla annectans ingår i släktet Hyla och familjen lövgrodor. IUCN kategoriserar arten globalt som livskraftig. Inga underarter finns listade i Catalogue of Life.